# Südkoreanische Frauen-Handballnationalmannschaft
Die südkoreanische Frauen-Handballnationalmannschaft vertritt Südkorea bei internationalen Turnieren im Frauenhandball.
Neben den 16 Titeln bei den Asienmeisterschaften sind die größten Erfolge der südkoreanischen Mannschaft der Gewinn der beiden Goldmedaillen bei den Olympischen Spielen 1988 und 1992 und der Weltmeisterschaft 1995. Bemerkenswert ist auch die durchgängige Teilnahme an den Olympischen Spielen seit 1984, wobei auch noch bis 2012 jeweils das Halbfinale erreicht und insgesamt sechs Medaillen errungen wurden. Die Asienspiele wurden 2018 bereits zum siebten Mal gewonnen.

## Erfolge bei Meisterschaften

### Weltmeisterschaften
- Gold: 1995
- Bronze: 2003

### Asienmeisterschaften
- Gold: 1987, 1989, 1991, 1993, 1995, 1997, 2000 Teil 1 und 2, 2006, 2008, 2012, 2015, 2017, 2018, 2021, 2022
- Silber: 2002, 2010, 2024
- Bronze: 2004

### Olympische Spiele

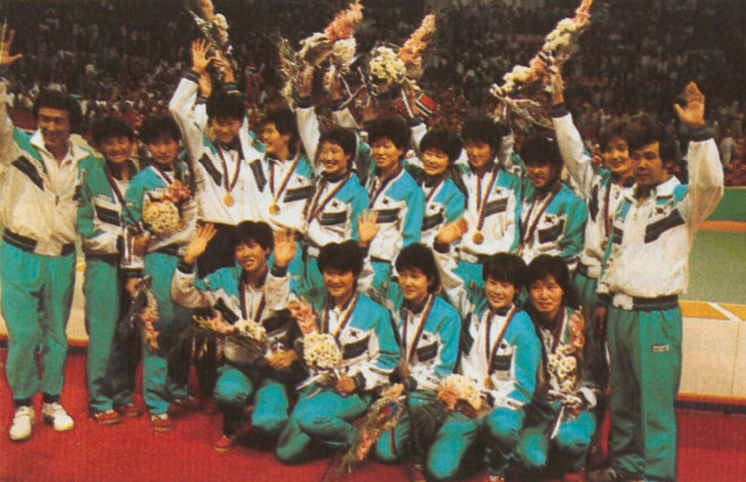
Südkoreas Mannschaft feiert den Gewinn der Goldmedaille bei den Olympischen Spielen 1988.

- Gold: 1988, 1992
- Silber: 1984, 1996, 2004
- Bronze: 2008

## Spielerinnen

### Kader Olympische Spiele 2024
Park Sae-young (Wonderful Samcheok), Lee Min-ji (Sk Sugar Gliders), Jeong Jin-hui (Seoul Metropolitan Government), Shin Eun-joo (Incheon Metropolitan City), Kim Da-young (Busan Bisco), Han Mi-seul (Incheon Metropolitan City), Jo Eun-bin (Seoul Metropolitan Government), Kang Kyung-min (Sk Sugar Gliders), Woo Bit-na (Seoul Metropolitan Government), Shin Jin-mi (Busan Bisco), Ryu Eun-hee (Győri Audi ETO KC), Kang Eun-seo (Incheon Metropolitan City), Jeon Ji-yeon (Wonderful Samcheok), Song Ji-young (Seoul Metropolitan Government), Kang Eun-hye (Sk Sugar Gliders), Kim Bo-eun (Wonderful Samcheok), Song Hae-ri (Busan Bisco)

### Bekannte ehemalige Spielerinnen
Ehemalige Spielerinnen sind Kim Hyun-mee, Lim O-kyeong, Oh Seong-ok, Woo Sun-hee, Son Mi-na, Jo Hyo-bi und Ju Hui.

## Trainer
Seit November 2024 ist Lee Kye-chung Trainer der Auswahl.
Von 2023 bis 2024 war Henrik Signell Trainer des Teams. Der Däne Kim Rasmussen trainierte zwischen April 2022 und Februar 2023 als erster Ausländer die südkoreanische Auswahl. Zuvor hatte Jang In-ik das Team im Jahr 2021 als Nachfolger von Kang Jae-won trainiert.